# Coccus ramakrishnai
Coccus ramakrishnai är en insektsart som först beskrevs av Ramakrishna Ayyar 1919.  Coccus ramakrishnai ingår i släktet Coccus och familjen skålsköldlöss. Inga underarter finns listade i Catalogue of Life.